# Araneus illaudatus
Araneus illaudatus är en spindelart som först beskrevs av Willis J. Gertsch och Stanley B. Mulaik 1936.  Araneus illaudatus ingår i släktet Araneus och familjen hjulspindlar. Inga underarter finns listade i Catalogue of Life.

## Bildgalleri

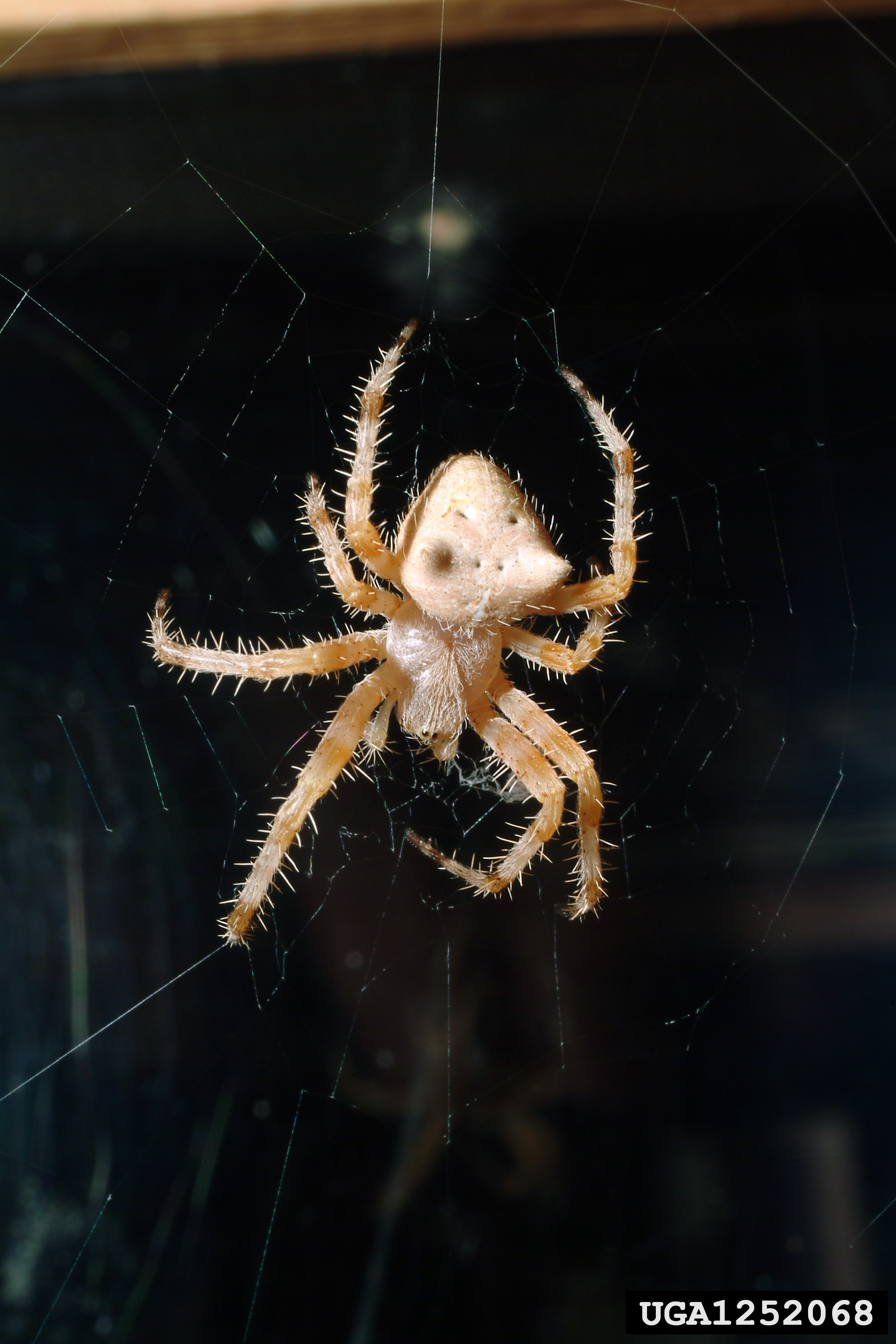